# Christian Warlich

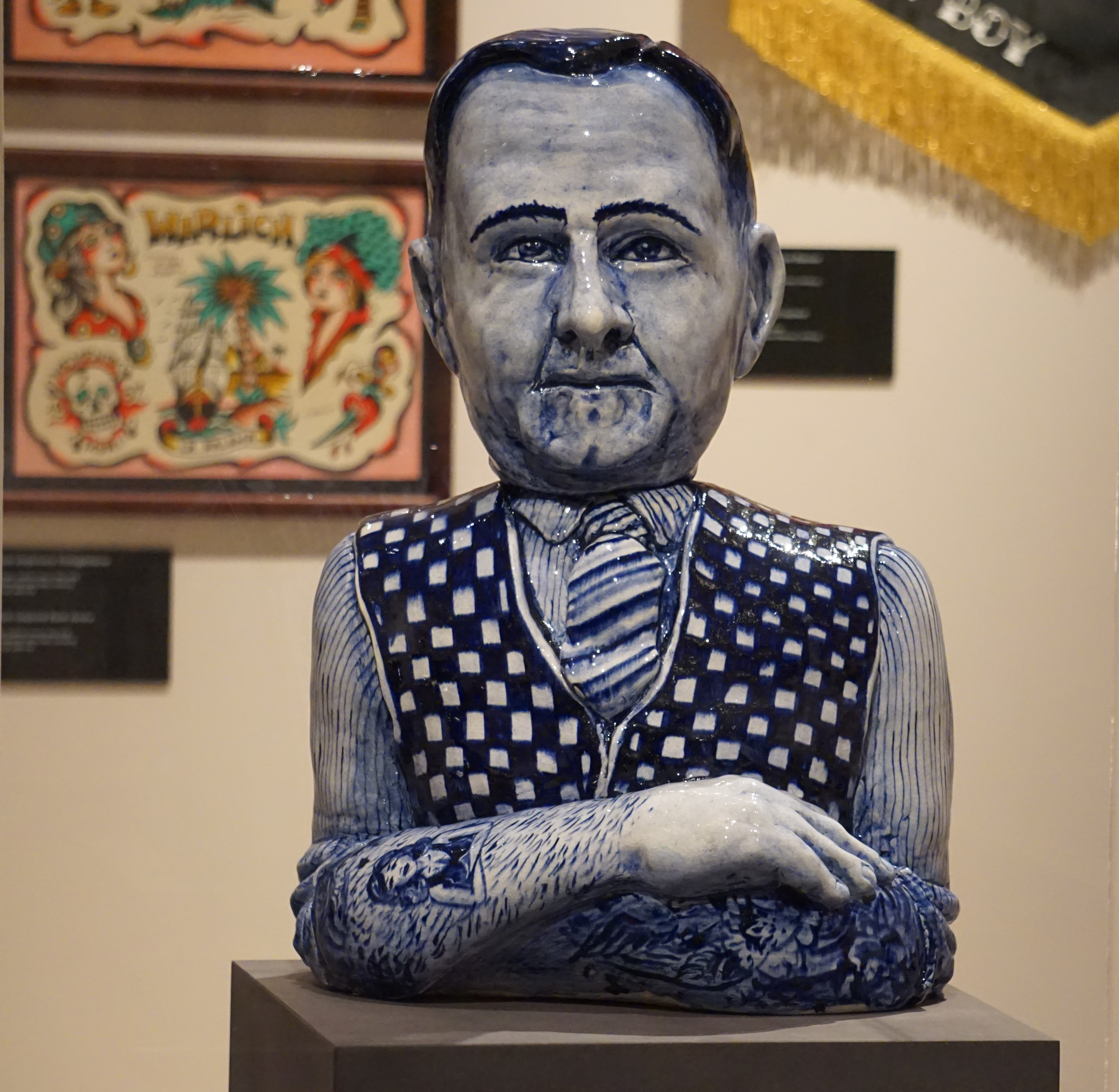
Keramikbüste „Christian Warlich“ von Anthony Natsoulas

Christian Warlich (* 5. Januar 1891 in Hannover; † 27. Februar 1964 in Hamburg) war ein deutscher Gastwirt und Tätowierer; er verwendete als erster in Deutschland eine elektrische Tätowiermaschine und gilt als „Urvater der deutschen Tätowierer“.

## Leben
Warlich verbrachte seine Kindheit in Hannover-Linden. Sein Elternhaus verließ er im Alter von 14 Jahren, ging nach Dortmund und absolvierte eine Lehre zum Kesselschmied. In dieser Zeit tätowierte er manuell ohne Maschine. Nach einigen Gesellenjahren fuhr er zur See und kam dabei, auf einer Fahrt in die USA, erstmals mit einer Tätowiermaschine in Berührung. Warlich heiratete 1914 in Hamburg und eröffnete 1919 in der Kieler Straße 44 (heute Clemens-Schultz-Straße) auf St. Pauli eine Gaststätte. Er teilte dort einen Bereich ab, der als Atelier moderner Tätowierungen bezeichnet wurde. In der Anfangszeit sorgte Theodor Vetter, als Koberer, für stetigen Nachschub an Kundschaft.
Warlich tätowierte nach eigener Angabe „Alles, was der männliche Körper ausdrücken soll […] Politik, Erotik, Athletik, Aesthetik, Religion, in sämtlichen Farben, an allen Stellen“. Bei einer gerichtlichen Auseinandersetzung bezüglich einer Gesichtstätowierung, die ein Mitbewerber einem 21-jährigen Werbe-Vertragspartner gestochen hatte, kommentierte er allerdings „Ein anständiger Tätowierer tätowiert nicht im Gesicht“.
In seiner vierzigjährigen Tätigkeit als Tätowierer hatte Warlich über 50.000 Kunden, darunter die Prinzen Axel von Dänemark und Viggo von Rosenborg aus dem dänischen Königshaus. Er verstarb während der Arbeit in seiner Gaststätte an einem Gehirntumor.

### Entfernung von Tätowierungen
Neben seinen künstlerischen Arbeiten als Tätowierer experimentierte Warlich an Methoden zur Entfernung von Tätowierungen; „Er war auch Pionier der Tattoo-Entfernung.“ Warlich entwickelte Tinkturen auf Säurebasis, die auf die Haut aufgetragen wurden und die tätowierte Hautschicht allmählich ablösten, abschließend konnte die Haut mit der Farbschicht abgezogen werden. Diese als schmerzlos beschriebene Methode hinterließ allerdings sichtbare Narben auf der Haut. Mit dieser Methode war er so erfolgreich, dass auch das Universitätsklinikum Eppendorf (UKE) diesbezüglich Patienten an ihn verwies. Die von ihm erarbeiteten Rezepturen behielt Warlich als Betriebskapital für sich, wollte sie jedoch nach seinem Tode dem UKE überlassen. Sein unerwarteter Tod verhinderte jedoch die Weitergabe seines Wissens. 1935 musste er die Rezeptur der Tinktur der Polizei offenbaren, nachdem bei einem von ihm behandelten Kunden Komplikationen aufgetreten waren. Zunächst forschte der Mediziner Claus Udo Fritzemeier zu Enttätowierungsstandardlösungen, er versuchte im Rahmen seiner Dissertation die Rezepte von Warlich nachzuvollziehen und kam zu plausiblen Ergebnissen. 1997 entdeckte Ole Wittmann ein Rezept in Warlichs Nachlass im Hamburger Staatsarchiv.
Warlichs Tinktur bestand aus destilliertem Wasser, Kali, Kochsalz, Schwefelsäure und Ether bzw. Aceton. Dabei wirkten die Säure als Ätzmittel und Ether bzw. Aceton als Transportmittel in die Haut. Die zu entfernende Tätowierung wurde mit der säurehaltigen Lösung eingestrichen und 20 Minuten einwirken gelassen. Danach wurde die Stelle mit gereinigtem Benzin abgetupft. Diese Behandlung sollte nach 24 und 48 Stunden wiederholt werden, bis die behandelte Haut gleichmäßig braun war. Bei Bedarf konnte sie auch ein viertes Mal durchgeführt werden. 12 Tage nach der letzten Behandlung wurde die Tätowierung mit einem Pflaster und Leukoplast luftdicht abgeklebt. 48 Stunden später sollte bei erfolgreicher Behandlung die tätowierte Hautschicht mit einer Pinzette abgehoben werden können. Zur Abheilung der Wunde empfahl Warlich feuchte Verbände mit Borsalbe. Eventuelle Schwellungen sollten mit Essigsaurer Tonerde behandelt und die frisch nachgewachsene Haut mit Heilsalben gepflegt werden.

## Trivia
Nach Warlichs Tod rettete Theodor Vetter (Tattoo Theo) den gesamten Nachlass vor der Müllkippe. So konnte im Jahr 2013 im Museum für Hamburgische Geschichte, im Rahmen der Ausstellung Wohin mit der Stadt, auch ein Vorlagenbuch Warlichs ausgestellt werden, das 2019 als Faksimile aufgelegt wurde. Warlichs Tochter Elli Schmidt hatte es im Jahr 1965, zusammen mit Fotografien und anderen Dokumenten, an das Museum verkauft.

## Forschung

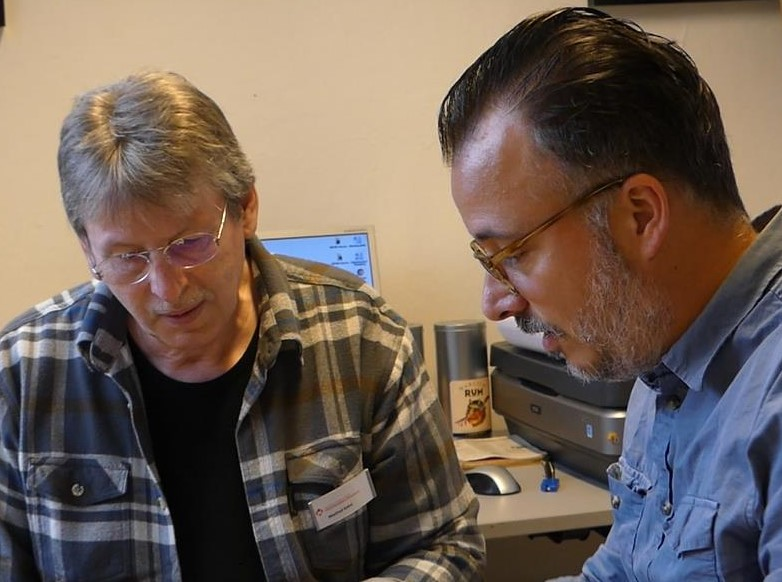
Ole Wittmann & Manfred Kohrs im Museum für Hamburgische Geschichte 2019

Der Hamburger Kunsthistoriker Ole Wittmann, der 2016 mit der Arbeit „Tattoos in der Kunst. Materialität – Motive – Rezeption“ promovierte, leitete das Forschungsprojekt „Der Nachlass des Hamburger Tätowierers Christian Warlich (1891–1964)“ – auch bekannt als „Nachlass Warlich“, das mit Unterstützung der Hamburger Stiftung zur Förderung von Wissenschaft und Kultur in Kooperation mit der Stiftung Historische Museen Hamburg/Museum für Hamburgische Geschichte von 2015 bis 2020 durchgeführt wurde. Zum Nachlass gehört auch das Vorlagenalbum des Kiez-Tätowierers Christian Warlich, das in der Tattoo-Szene einer Reliquie gleicht. Im Rahmen eines auf mindestens drei Jahre angelegten Forschungsprojektes holte Wittmann den Band nun hervor, denn er beschäftigt sich als Erster eingehend mit dem Warlich-Nachlass.

„Die Einbindung des künstlerischen Aspekts ins Tätowieren macht einen Teil von Warlichs historischer Bedeutung aus.“

Als vornehmliche Quelle für die Forschungsarbeit dient Wittmann ein Aufsatz des Volkskunde-Professors Adolf Spamer aus dem Jahr 1933. Die Medien berichteten bereits mehrfach über das Thema Christian Warlich sowie über Wittmanns Forschungen.
Laut Geburtsregister wurde Warlich nicht 1890 geboren, sondern erst ein Jahr später, am 5. Januar 1891, er verstarb am 27. Februar 1964. Ob das falsche Geburtsjahr auf Warlichs Grabstein auf Spamers fehlerhafter Angabe beruht, wird wohl nicht mehr zu klären sein. Ebenso ist es nicht bestätigt, dass er als Kesselschmied tätig war. Gesichert ist jedoch Hannover als Geburtsstadt, dass er früh, nämlich um 1905 auf Wanderschaft ging und für zwei bis drei Jahre in Dortmund tätowiert hat. In einer von Wittmann recherchierten Korrespondenz beschreibt Warlich Dortmund als eine Art Tätowiererhochburg, „dass er sich dort etabliert habe und die vor Ort tätigen Pfuscher verdrängt habe“. Im Jahr 1917 taucht sein Name erstmals im Adressbuch der Stadt Hamburg auf. Jedoch ist es möglich, dass er vorher bereits in Hamburg wohnte; ein Foto aus dem Jahr 1909 zeigt ihn in Hamburg, ferner wurde seine erste Ehe im Jahr 1914 in Hamburg geschlossen.
Im Rahmen seiner Warlich-Forschung stieß Ole Wittmann am Institut für Sächsische Geschichte und Volkskunde in Dresden auf ein Vorlagealbum des Hamburger Tätowierers Karl Finke, der Zeitgenosse und Konkurrent Warlichs war. Finkes Album mit dem Titel Buch No. 3 wurde im September 2017 in Verbindung mit begleitenden Texten von Wittmann herausgegeben und von Nachlass Warlich verlegt. Hierbei handelt es sich um die erste umfangreichere Publikation, die aus dem Forschungsprojekt Nachlass Warlich hervorgegangen ist.
Diese erste vom Forschungsprojekt Nachlass Warlich verlegte Publikation wurde beim Art Directors Club in der Kategorie Design/Buch eingereicht und mit einem „bronzenen Nagel“ ausgezeichnet. Ferner wurde das Buch, das in einer Kooperation mit der Hochschule für Grafik und Buchkunst Leipzig umgesetzt wurde, für die Teilnahme am German Design Award 2019 nominiert. Zusammen mit Warlich zählt Finke zu einer der bedeutendsten Persönlichkeiten der deutschen Tätowiergeschichte. Beide gelten als Protagonisten der Tattoo-Szene Hamburgs in der ersten Hälfte des 20. Jahrhunderts.

## Ausstellung
Von November 2019 bis Mai 2020 zeigte das Museum für Hamburgische Geschichte eine Sonderausstellung unter dem Titel Tattoo-Legenden. Christian Warlich auf St. Pauli, die von Ole Wittmann kuratiert wird. „Die Ausstellung zu Warlich ist ... die erste weltweit zu einem historischen Tätowierer.“

„Zahlreiche Original-Vorlagenblätter von Warlich – mit Fabelwesen, wilden Tieren und Seefahrtsmotiven – sind in der Ausstellung zu sehen und leuchten in kontrastreichen Farben von den Wänden. Das Herzstück der Ausstellung ist jedoch Warlichs Vorlagealbum. Es gilt als das bekannteste Dokument der deutschen Tätowiergeschichte…“

Die monothematische Ausstellung zu Christian Warlich zeigt „Einblicke in die damals noch junge „Szene“, Fotos, Videos, abgelöste Hautpartien mit entfernten Tattoos, das alles garniert mit diversen echten Exponaten wie Tätowiermaschinen, Büchern, Eintrittskarten und Ausweisen.“ Informationen über den weiteren Verlauf der deutschen Tattoo-Geschichte der 1970er Jahre mit Exponaten zu Theodor Vetter, Horst Streckenbach und Manfred Kohrs.

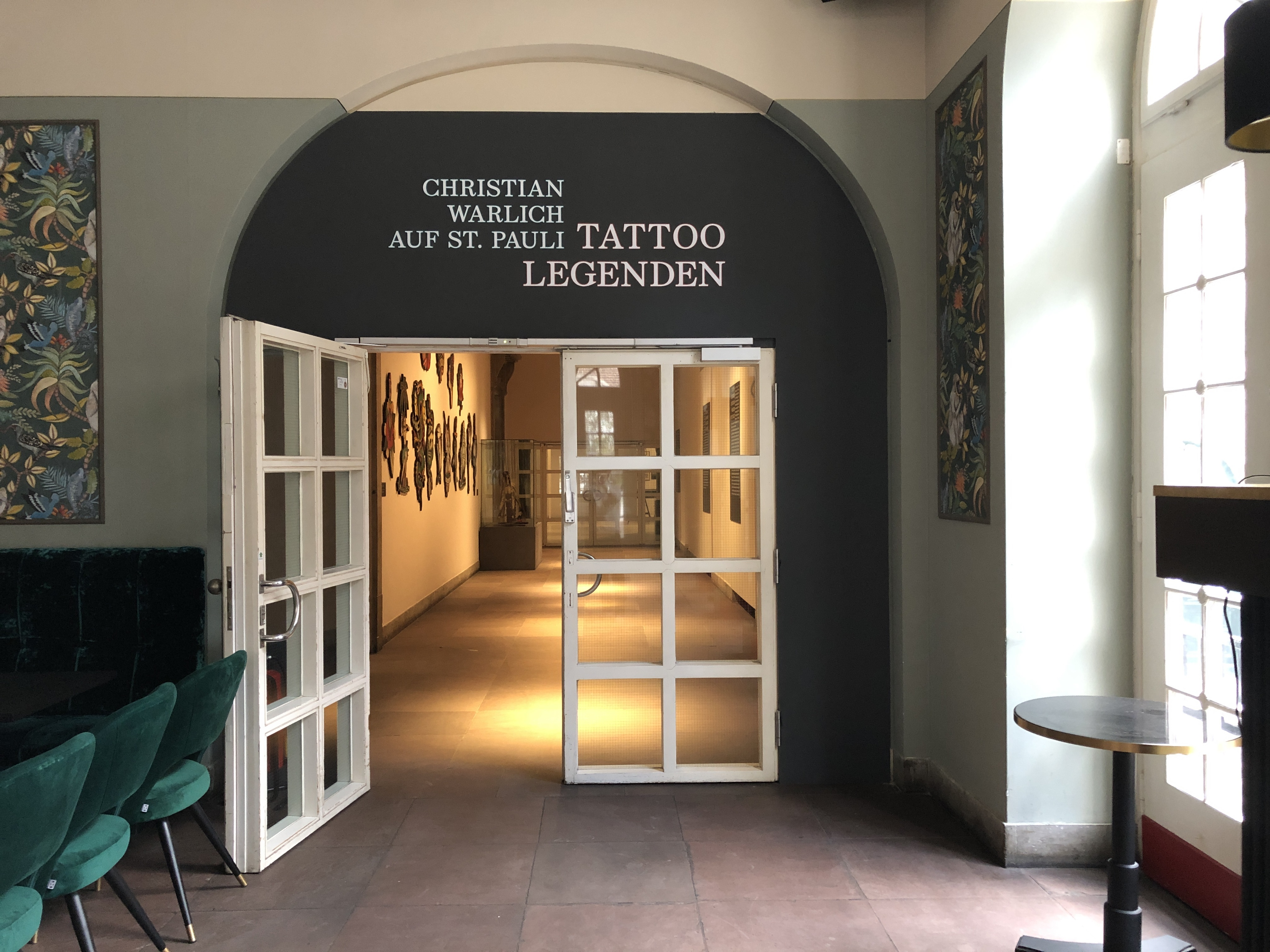
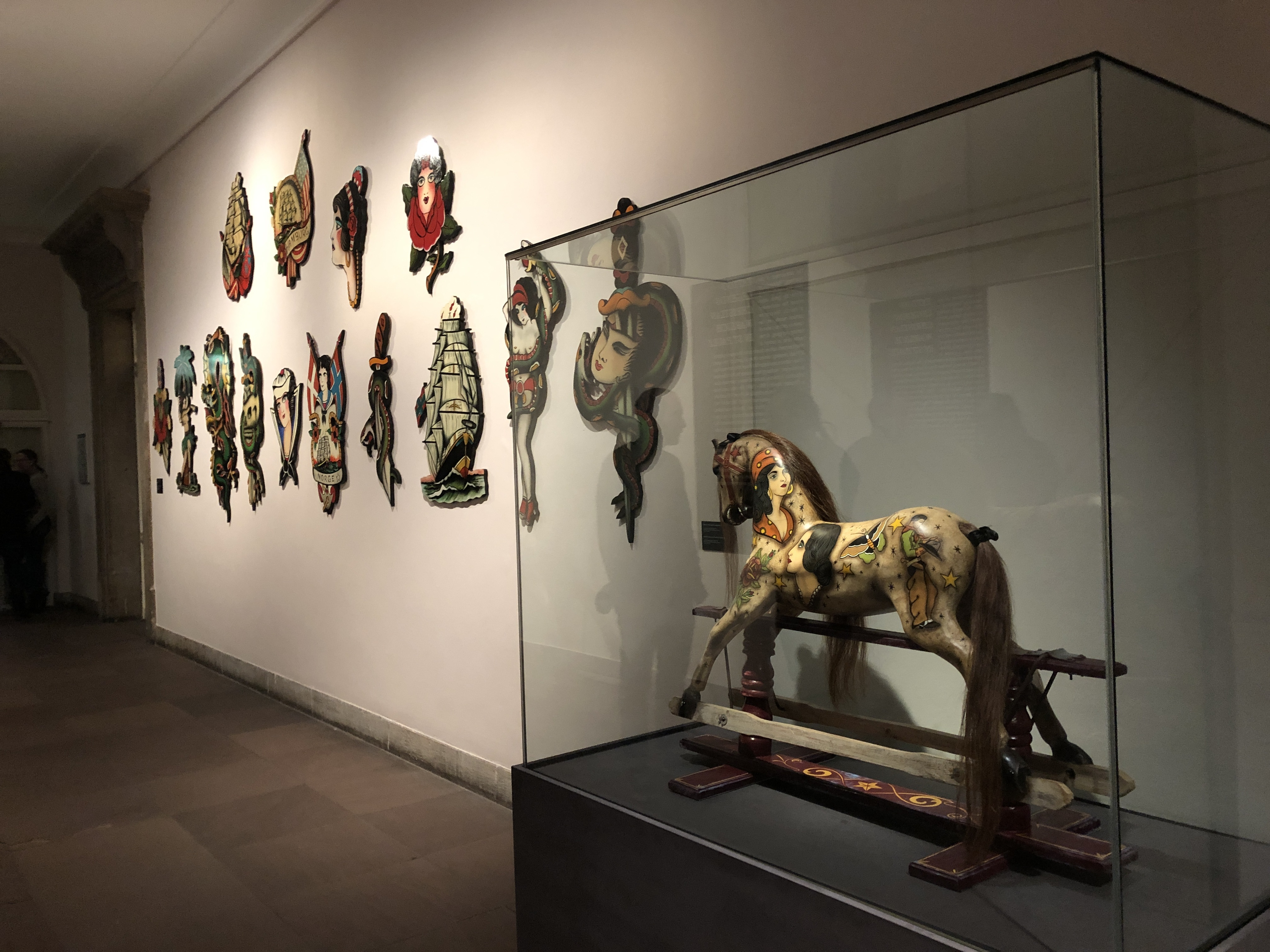
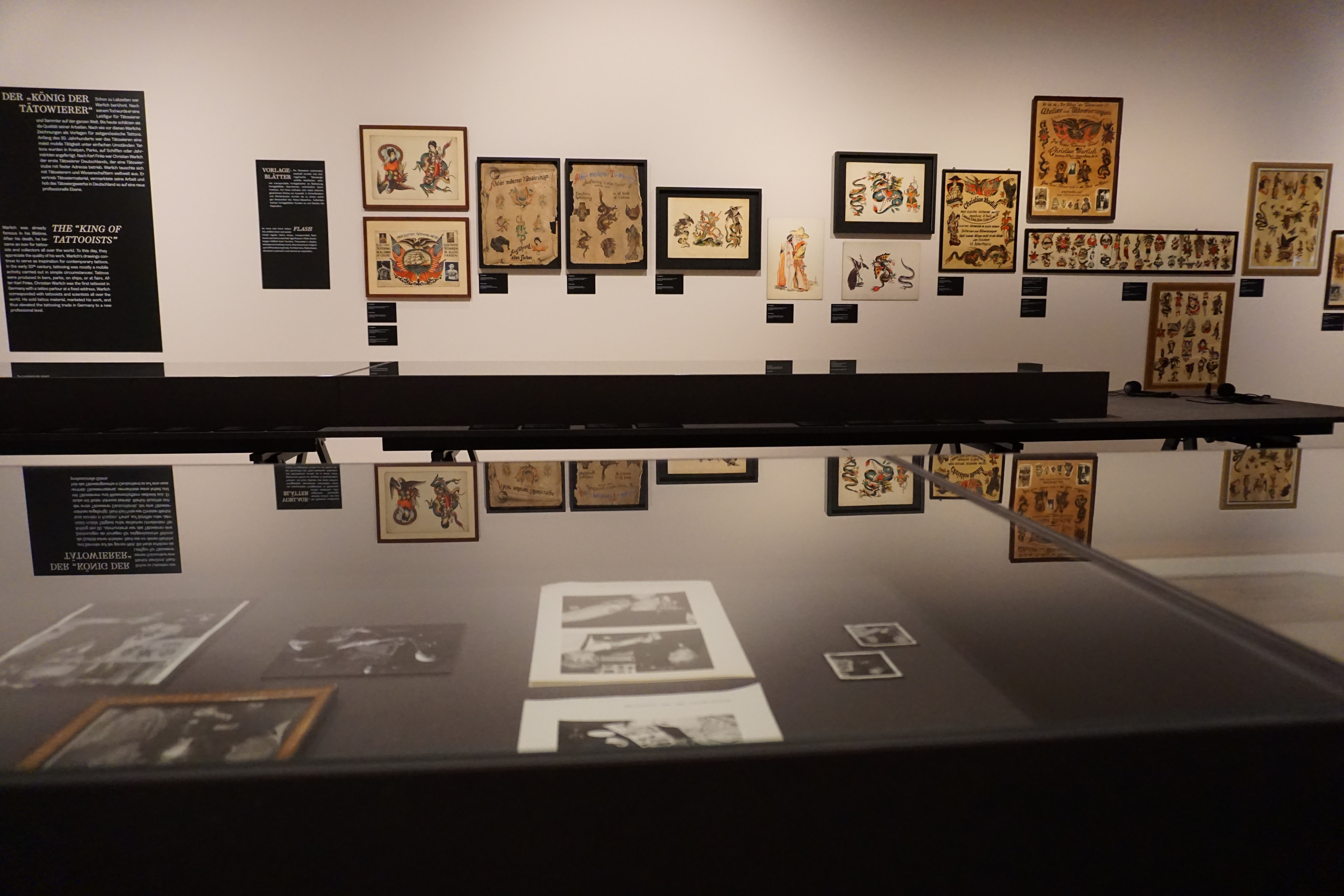
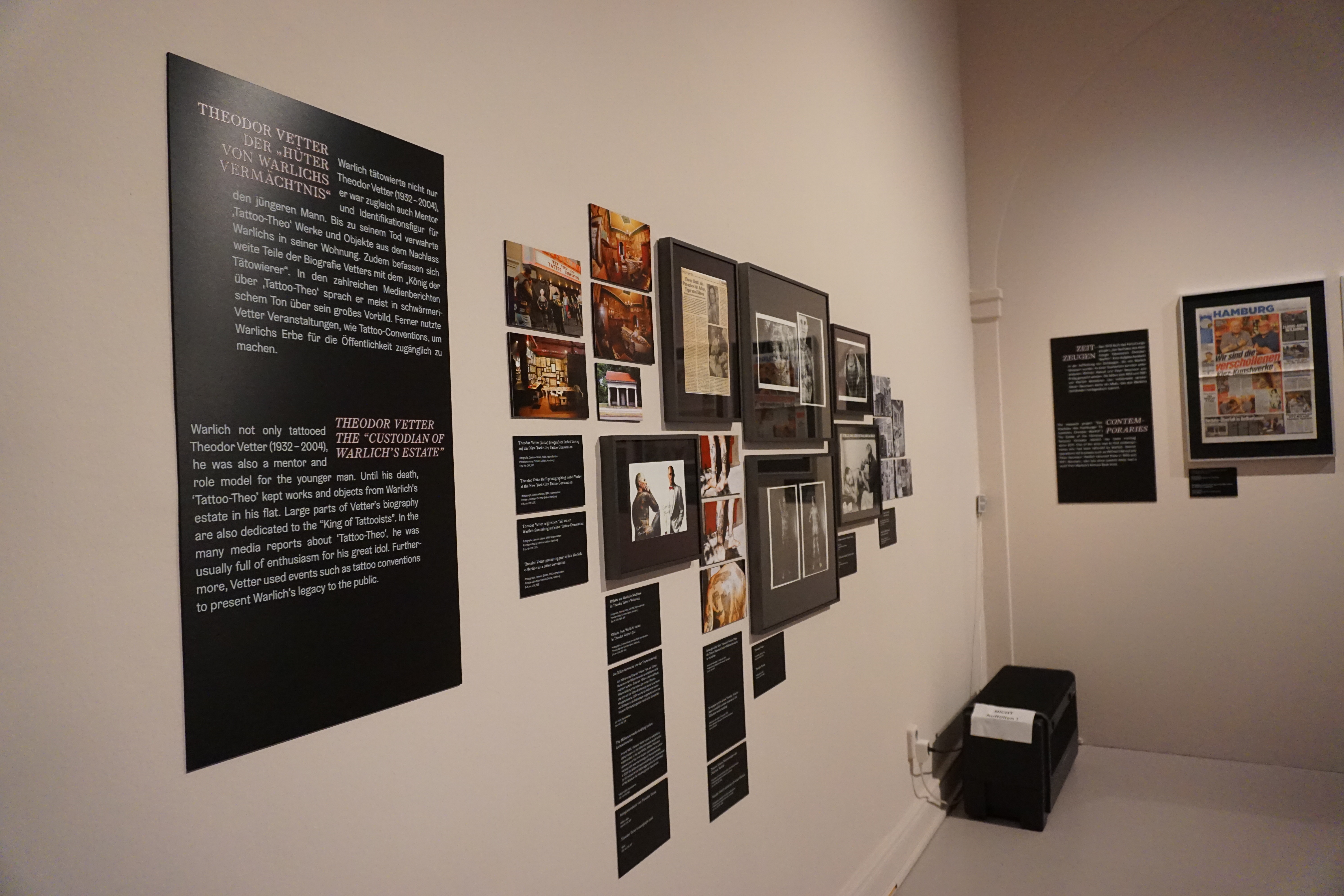

### Digitale Ausstellung
Die Ausstellung Tattoo-Legenden. Christian Warlich auf St. Pauli war im März 2020 international die einzige laufende Sonderausstellung, die online zu besuchen war. Eine schon totgesagte Schau wurde nur wenige Tage nach dem plötzlichen Lockdown reanimiert und es gab eine aktive Teilhabe einer Community am Thema Tattoo-Geschichte. Zudem erlaubt der Online-Rundgang virtuelle Exkursionen und Kuratorenführungen, unter anderem für ein Seminar der Christian-Albrechts-Universität zu Kiel. Das Projekt wurde beim Annual Multimedia Award 2021 in der Kategorie „Events im Internet“ mit Gold ausgezeichnet. Der Onlinerundgang wird von Nachlass Warlich und dem Institut für deutsche Tätowier-Geschichte präsentiert und kann weiter besucht werden. Ein Jahr nach Eröffnung der analogen Ausstellung im MHG folgte ab November 2020 die Fortsetzung der digitalen Variante: in der Schau Christian Warlich. Digital Exhibit Pt II stehen einzelne Objekte im Fokus.

### Warlich Rum
Warlich war nicht nur einer der einflussreichsten Tätowierer des 20. Jahrhunderts, sondern auch Hamburger Gastwirt. In der Clemens-Schultz-Straße 44 auf St. Pauli betrieb er eine Grog-Kneipe, in der er ebenso seiner Tätigkeit als Tätowierer nachging. Entsprechend wurden die Themen Gastronomie und Rum in der Ausstellung aufgegriffen. Wittmann kam auf die Idee, einen exklusiven Warlich Rum zur Ausstellung zu entwickeln – für den Ausschank bei der Eröffnung und darüber hinaus für den Verkauf im Museumsshop. Die ausstellungsspezifische Diversifikation ermöglichte eine Erhöhung der Wahrnehmung des Themas, auch außerhalb des Museums. Seit 2020 schmückt ein Dreimaster das Label von Warlich Rum. Im Frühjahr 2021 wurde die Produktpalette von Warlich Rum um Eierlikör erweitert und Wittmann baute den Verkauf von Warlich Rum aus, zu diesem Zweck wurde im
selben Jahr eine Kapitalgesellschaft gegründet, die ihre Geschäfte am 1. Januar 2022 aufnahm.

„Wittmann hatte während seines Forschungsprojekts zum Nachlass des Tätowierers die Idee, einen Warlich Rum mit Motiven des Tätowierers auf den Flaschen zu produzieren. Hergestellt werden Rum und Eierlikör in Hamburgs ältester Spirituosenmanufaktur Heinrich von Have. Verkauft und ausgeschenkt wird der Warlich Rum u.a. im Toom Peerstall auf St. Pauli, der ehemaligen Schankwirtschaft von Christian Warlich, in der die neuen Besitzer sein Andenken pflegen.“

## Medienresonanz
- Franziska Schork: Ausstellung – Christian Warlich: Der „König der Tätowierer“  ZDF 27. November 2019
- Tattooing Über Alles: Nachlass Christian Warlich, King of Tattoo Artists Dokumentation zum Projekt von Ole Wittmann „Nachlass Warlich“.
- Juliane Reil: Ausstellung über Christian Warlich Der Urvater der Tätowierer Deutschlandfunk vom 28. November 2019.
- ARD Tagesthemen: Ausstellung zu Tattoo-Legende: Vor 100 Jahren erstes Studio in Hamburg eröffnet. 26. November 2019.
- ZDF-Mittagsmagazin: Christian Warlich: Der „König der Tätowierer“. 27. November 2019, 2 Min.
- ARD Tagesschau: Tattoo-Ausstellung im Museum für Hamburgische Geschichte. 27. November 2019, 12:00 Uhr.
- Michael Setzer: Nadelstiche der Geschichte, in: Stuttgarter Zeitung, 7./8. Mai 2022, S. 7. Sowie stuttgarter-zeitung.de (6. Mai 2022).

### Dokumentationen
- Ralph Alexowitz: Der Jamaika-Rum des legendären Tätowierers Christian Warlich. NDR Nordtour, 20. August 2022.
- Axel Bieber: Nackte Fakten, Tattoos zwischen Kult und Kunst. SPIEGEL Geschichte 1. Dezember 2020.
- Tattoos. Das geht unter die Haut. Xenius (arte) 4. September 2019.
- Oliver Steinkrüger: Tattooing über alles: Nachlass Warlich. Dokumentarfilm 26. Dezember 2018.
- Karin Moser: Tattoos: zwischen Knast und Kunst.  NZZ Format 14. September 2017.
- Ralph Alexowitz: Typisch! Unter die Haut – Der Hamburger Tattoo-Forscher Ole Wittmann NDR 23. März 2017.

### Podcasts
- Onlineshop-Geflüster: Ole Wittmann von WARLICH RUM. 31. Juli 2022.
- Tattoo Tales: V–OFF THE WALL– Lal Hardy & Dr. Ole Wittmann. 8. März 2022.
- Zuerst war die Haut: Frank Krabbenhöft. 27. September 2020.